# Juan Campillo
Juan Campillo García (* 16. August 1930 in Mazarrón; † 28. Februar 1964 in Andorra la Vella) war ein spanischer Radrennfahrer.

## Sportliche Laufbahn
1953 bis 1955 startete er als Unabhängiger. Von 1956 bis 1963 war er als Berufsfahrer aktiv. Er gewann das Eintagesrennen Trofeo Jaumendreu 1959. In Etappenrennen erzielte er Tageserfolge in der Volta a la Comunitat Valenciana 1959 und in der Vuelta a La Rioja 1960. 1959 wurde er Vize-Meister Spaniens im Bergfahren hinter Federico Bahamontes. In der Vuelta a La Rioja 1960 wurde er Zweiter hinter Ángel Rodríguez.
In der Tour de France belegte er 1959 den 58., 1961 den 65., 1962 den 27. und 1963 den 46. Rang in der Gesamtwertung. In der Tour de France 1962 gewann er die Sonderwertung Souvenir Henri Desgrange. Die Vuelta a España fuhr er sechsmal. 1956 hatte er als Fünfter seine beste Platzierung.